# Келлер, Роберт
Ро́берт Ке́ллер (нем. Robert Keller; 1854—1939) — швейцарский ботаник, специалист по систематике растений семейства Розовые.

## Биография
Роберт Келлер родился в городе Винтертур 24 сентября 1854 года. Отец — учитель Иоганн Ульрих Келлер, мать — Барбара Штриклер. Учился в школе в Винтертуре, в 1873 году поступил в Цюрихский университет. Затем изучал философию и естественные науки в Лейпциге и Йене, в 1877 году окончив Йенский университет. После этого стал преподавать естественные науки в винтертурской школе. С 1891 по 1916 работал директором высшей муниципальной школы.
В 1880 году Роберт Келлер женился на Анне Вильгельмине Нойенхан.
С 1877 по 1890 Келлер был членом Цюрихского высшего совета, с 1894 по 1898 — Высшего совета Винтертура.
В 1933 году Цюрихский университет присвоил Келлеру почётную степень доктора наук.
Роберт Келлер скончался в Винтертуре 8 июля 1939 года. Основной его гербарий был передан Цюрихскому университету (Z).

## Некоторые научные работы
- Keller, R. Flora von Winterthur. — 1891—1896. — 2 vols.
- Schinz, H.; Keller, R. Flora der Schweiz. — 1900. — 628 p.
- Keller, R. Rosa // Synopsis der Mitteleuropaischen Flora / in: Ascherson, P.; Graebner, P.. — 1901—1902. — Vol. 6. — P. 32—384.
- Keller, R. Übersicht über die schweizerischen Rubi. — 1919. — 279 p.
- Keller, R. Synopsis rosarum spontanearum Europae mediae. — 1931. — 796 p.

## Некоторые виды, названные в честь Р. Келлера
- Hypericum kelleri Bald., 1895
- Hypericum kelleri H.Lév., 1906, nom. illeg. [= Hypericum ascyron L., 1753]
- Picris kelleriana Arv.-Touv., 1902 [= Picris angustifolia DC., 1838]
- Potentilla ×kelleri Siegfr., 1889
- Rosa kelleri Baker, 1910 [= Rosa maximowicziana Regel, 1878]
- Rubus kelleri Halácsy, 1890
- Rubus ×robertii-kelleri Sudre, 1913